# Christopher Hanssen Schletter
Christopher Hanssen Schletter, född 12 november 1629 i Halmstad, död 25 oktober 1688 i Trondheim, var en dansk teolog och biskop.
Hans far Hans Schletter var borgmästare i Halmstad; modern hette Alhed Villumsdatter. Efter utbildning i Köpenhamn blev Schletter 1652 lärare till unge Just Høg som han 1654 följde till Herlufsholm. Han blev där 1658 utnämnd till rektor, men kunde på grund av sina förpliktelser till Just Høg inte tillträda som sådan förrän 1660. Han blev 1661 magister och 1668 vicelektor i Roskilde. 1672 blev han professor i teologi vid Köpenhamns universitet och 1675 teologie doktor. Från 1678 och fram till sin död 1688 var han biskop i Trondheim. Det har förmodats att han blev biskop då universitetsverksamheten inte passade honom. Lite är känt om hans verksamhet som biskop.